# Język tetela
Język tetela – język z rodziny bantu, używany w Demokratycznej Republice Konga. W 1982 roku liczba mówiących wynosiła ok. 600 tysięcy.